# BMW F 650 CS Scarver
La F 650 CS Scarver est un modèle de motocyclette du constructeur bavarois BMW.
La Scarver (de « scarving », art de s'exprimer en courbe) symbolise l'ambition de BMW à attirer la jeune clientèle à la marque. Pour cette raison, elle est disponible avec un kit limitant la puissance à 34 chevaux.
Le moteur monocylindre provient de chez Rotax et développe 50 chevaux.
La CS (pour City Street) apparaît en 2002 et présente un aspect décalé, une transmission secondaire par courroie crantée et un monobras.
Comme sur la GS, elle hérite de l'alimentation par injection et de l'échappement catalysé.
Le diamètre des roues passe à 17 pouces et les jantes délaissent les rayons pour de simples bâtons.
Comme sur la GS, le réservoir de carburant est placé sous la selle. Sur cette machine, l'emplacement laissé libre permet d'avoir un grand vide-poche qui peut être remplacé par divers accessoires, tels qu'un système audio ou un emplacement fermé pour laisser son casque.
Le poids pleins faits vaut 191 kg.
Elle est disponible en bleu clair, bleu ou bronze.
En 2004, les nouvelles normes anti-pollution obligent BMW à doter ce monocylindre d'un double allumage.